# Vagn Poulsen
Vagn Häger Poulsen, né le 25 août 1909 à Copenhague, Danemark, où il est mort le 12 juillet 1970, est un archéologue, spécialiste de l'Antiquité classique et directeur de la Ny Carlsberg Glyptotek de Copenhague.

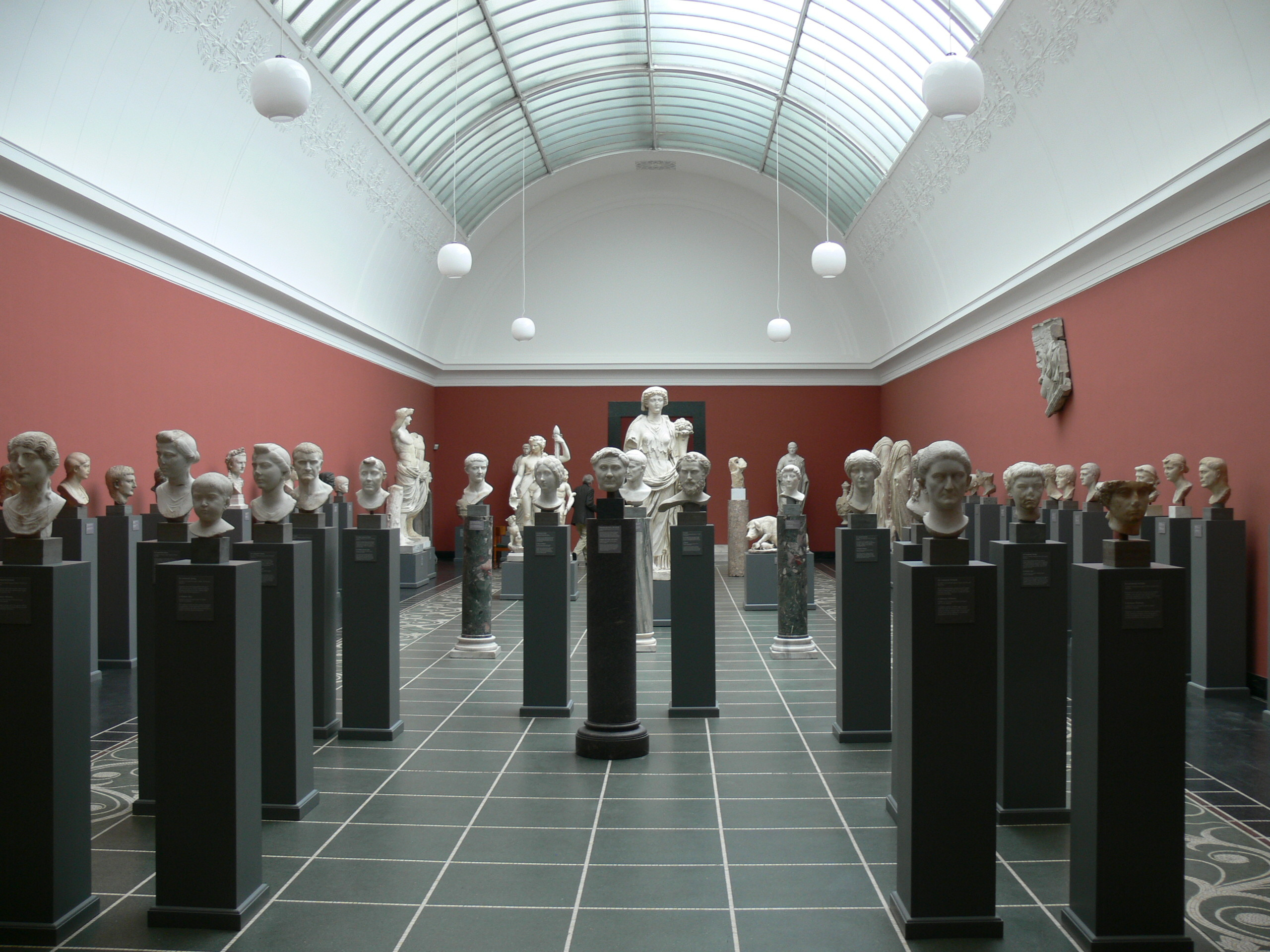
Bustes romains, Ny Carlsberg Glyptotek, Copenhague.

## Biographie
Après un passage à l'université de droit et de théologie Metropolitanskolen de Copenhague, Poulsen s'inscrit à l'Université de Copenhague pour étudier l'histoire de l'art en 1927. Deux ans plus tard, il se tourne vers l'archéologie classique et obtient un diplôme de maîtrise en 1934, puis son doctorat en 1937, avec son œuvre Der style strict (« le style sévère »). Il publie la même année à Copenhague plusieurs études sur l'histoire de la sculpture grecque de -480 à -450, en allemand, avec un curriculum vitae en danois. En tant qu'étudiant, Poulsen a participé aux campagnes de fouilles des expéditions à Hama en Syrie en 1931 et 1932, soutenues de 1931 à 1938 par la fondation danoise Carlsberg (Ny Carlsbergfondet).
De 1933 à 1943, Poulsen a été secrétaire de la fondation Carlsberg (Ny Carlsbergfondet). Dans les années qui ont précédé et suivi la Seconde Guerre mondiale, des voyages d'études l'ont mené en Turquie, en Grèce et en Italie. Il a commencé à travailler à la Ny Carlsberg Glyptotek en 1936 en tant qu'inspecteur et conservateur, puis directeur du musée jusqu'en 1943. À la Ny Carlsberg Glyptotek, après 1945, il réorganise la galerie d'exposition des grands objets et réalise des expositions d'œuvres plus petites et moins connues. Il attire au musée le grand public à travers des conférences, des visites et des concerts.
Poulsen a publié des ouvrages sur l'histoire de l'art ainsi que sur les résultats de l'expédition de Hama et sur des thèmes de l'art grec et romain. Dans la série « The Blue Books » de l'éditeur Langewiesche, il donne un aperçu complet de l'art de l'Antiquité de 1962 à 1969.

## Publications
- Der strenge Stil. Studien zur Geschichte der griechischen Klassik 480-450. Levin & Munksgaard, Kopenhagen 1937.
- Danish Painting and Sculpture. Den Danske Selskab, Kopenhagen 1955 und weitere Auflagen.
- Die Amazone des Kresilas. Dorn, Bremen 1957.
- Vergil. Dorn, Bremen 1959.
- Dänemark, aus dem Dänischen von Hanna Kobylinski. Athenäum-Verlag, Bonn 1959.
- Claudische Prinzen. Studien zur Ikonographie des ersten Römischen Kaiserhauses. Grimm, Baden-Baden 1960.
- Dänische Maler / Danish Painters / Peintres danois / Danske Malere. Langewiesche, Königstein im Taunus 1961.
- Griechische Bildwerke. Neubearbeitung. Langewiesche, Königstein im Taunus 1962.
- Griechische Vasen und Bauten. Langewiesche, Königstein im Taunus 1963.
- Römische Kunst; 2 Bände (Römische Bauten; Römische Bildwerke). Langewiesche, Königstein im Taunus 1964.
- Ägyptische Kunst; 2 Bände (Altes und Mittleres Reich; Neues Reich und Spätzeit). Langewiesche, Königstein im Taunus 1968.
- Etruskische Kunst. Langewiesche, Königstein im Taunus 1969.
- Ny Carlsberg Glyptothek. Führer durch die Sammlungen. Ny Carlsberg Glyptotek, Kopenhagen 1969.
  - Von Flemming Johansen revidierte Fassung: Kopenhagen 1977,  (ISBN 87-7452-046-6).

## Liens
- Notices d'autorité :   - VIAF
  - ISNI
  - BnF (données)
  - IdRef
  - LCCN
  - GND
  - Pays-Bas
  - Pologne
  - Israël
  - NUKAT
  - Vatican
  - Australie
  - Tchéquie
  - Grèce
  - WorldCat
- Notices dans des dictionnaires ou encyclopédies généralistes :   - Dansk biografisk leksikon
  - Den Store Danske Encyklopædi
  - Deutsche Biographie
  - Store norske leksikon
- Biographie dans Dansk Biografisk Leksikon
- Expédition de Hama